# 苦树
苦树（学名：Picrasma quassioides）为苦木科苦树属下的一个种。也称熊胆树、黄楝树、苦皮树、苦檀木、苦楝树、苦木。